# Club Puebla
Club Puebla, dříve Puebla FC, je mexický fotbalový klub z města Puebla hrající nejvyšší mexickou fotbalovou soutěž Primera División de México. Byl založen v roce 1944.

## Úspěchy
- 2× vítěz Primera Division (1982/83, 1989/90)
- 4× vítěz Copa Mexico (1944/45, 1952/53, 1987/88, 1989/90)
- 2× vítěz Primera División A (Apertura 2005, Apertura 2006)
- 1× vítěz Campeonato de Ascenso (1970, 2007)
- 1× vítěz Campeón de Campeones (1990)
- 1× vítěz Ligy mistrů CONCACAF (1991)